# Humiriastrum mussunungense
Humiriastrum mussunungense är en tvåhjärtbladig växtart som beskrevs av J. Cuatrec.. Humiriastrum mussunungense ingår i släktet Humiriastrum och familjen Humiriaceae. Inga underarter finns listade i Catalogue of Life.